# De fleste ulykker sker med lemmet
De fleste ulykker sker med lemmet er et album med sangene fra Martin Brygmanns første one-man-show af sammme navn, der havde premiere 5. maj 2011 på Bellevue Teatret.

## Spor
| Nr. | Sange                              |
| --- | ---------------------------------- |
| 1   | "Fuck Nu Har Jeg Glemt Mit Kort"   |
| 2   | "Hvorfor?"                         |
| 3   | "Min Navn Er Todd"                 |
| 4   | "Smid Masken"                      |
| 5   | "Fremmedgjort"                     |
| 6   | "Jeg Er Forelsket I Mig Selv"      |
| 7   | "Edderkoppen"                      |
| 8   | "Sæt Dig På Mit Ansigt"            |
| 9   | "Min Kinøjserpige"                 |
| 10  | "Funk Dig"                         |
| 11  | "Kom, Vi Krammer Farvel"           |
| 12  | "Kroppen Luder Flot (bonus track)" |